# Arosa (Guimarães)
Pour les articles homonymes, voir Arosa (homonymie).

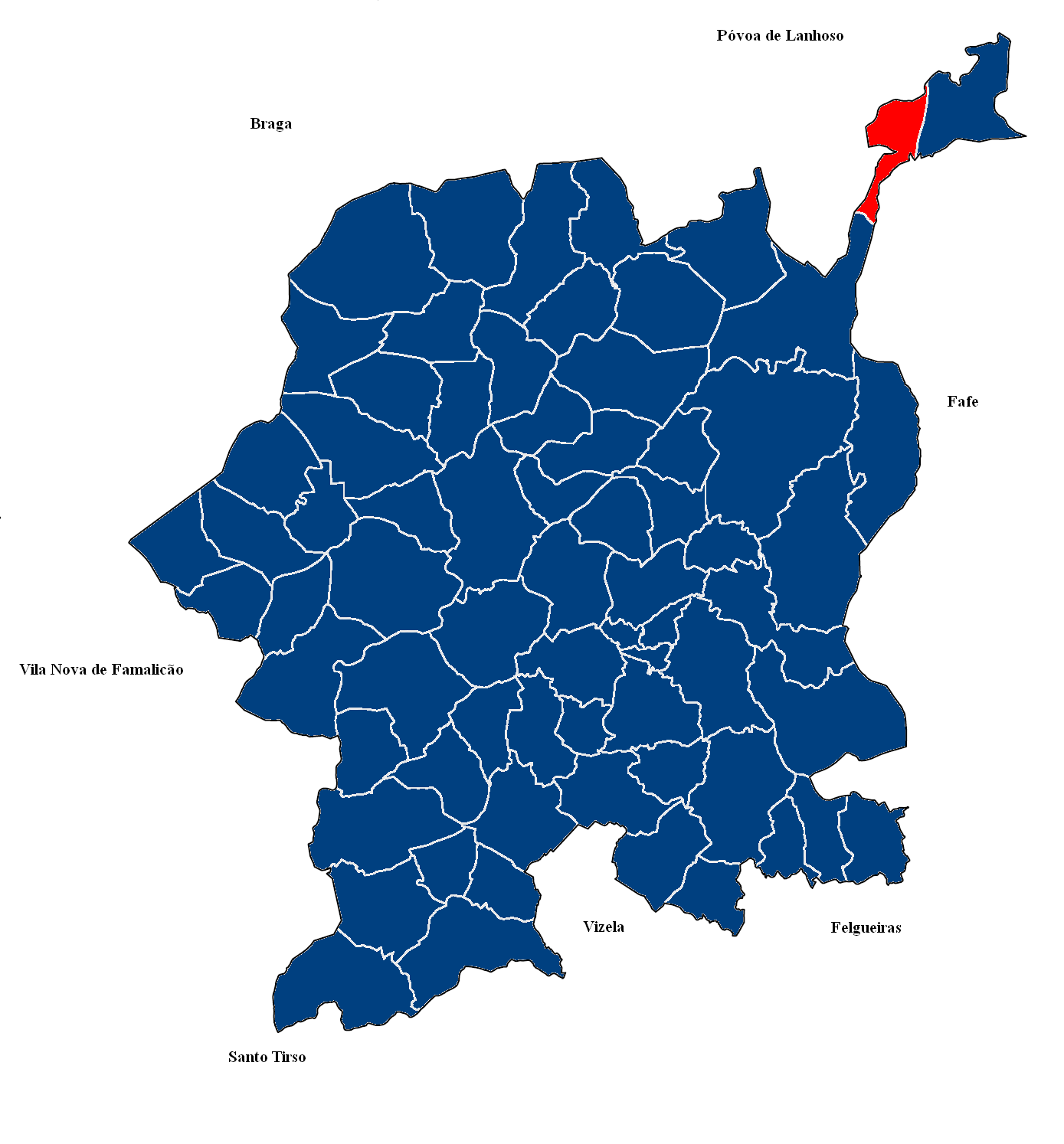
Localisation de Arosa

Arosa est une paroisse, du nord du Portugal, dans la commune de Guimarães, district de Braga. Elle fait partie de la sous-région Ave de la région Nord. Au recensement de 2001, sa population était de 674 habitants.
La sainte Patronne de la freguesia est Santa Marinha.
Le Saint de la freguesia est St Amaro
La freguesia est située au nord-est de la commune de Guimarães. La ville est bordée par les freguesias de Castelões et Gonça (du concelho).